# François Bonvalot
Pour les articles homonymes, voir Bonvalot.
François Bonvalot né a Besançon et mort dans la même ville le 14 décembre 1560, docteur en droit, doyen de Beaupré en 1522, chanoine métropolitain et trésorier du Chapitre de Besançon, abbé de Saint Vincent de Besançon puis de Luxeuil, administrateur du diocèce de Besançon, conseiller-clerc au Parlement, maître des requêtes de Charles Quint, ambassadeur en France, chevalier de Saint-Georges en 1551. Il  fut également l'ami d'Érasme et de l'humaniste comtois Gilbert Cousin.

## Biographie

### Origine familiale
François Bonvalot nait à la fin du XVe siècle dans une famille patricienne bisontine qui gravit depuis plusieurs générations les marches du pouvoir et de la fortune, et qui aspire à la noblesse. Son père, messire Jacques Bonvalot, chevalier, seigneur de Champagney, est régulièrement nommé gouverneur de Besançon de 1505 à 1533. Sa mère, Marguerite Merceret sort d'une famille de Salins, ancienne et aisée.
En 1513, Nicole, sa sœur, épouse Nicolas Perrenot, qui deviendra garde des sceaux de Charles Quint et son homme de confiance. Il mène des études de droits à l'université de Dole. 

### Carrière ecclésiastique
Jeune docteur en droit, François embrasse la carrière ecclésiastique, et devient chanoine de l'église métropole de Besançon. Le 9 juillet 1522, il en devient le trésorier. Entrainé par son père et son beau-frère, il joue un rôle de plus en plus important dans la cité.
Le 14 juillet 1530, c'est avec la recommandation de l'empereur, qu'il prend possession du rectorat de l'hopital Saint-Antoine de Besançon
En 1531, il est institué prieur commendataire de Saint Pierre de Chaux-lès-Clerval.
À chaque fois, il doit batailler contre des concurrents issus de la noblesse, et le soutien de son beau-frère, qui a l'oreille de l'empereur, est alors souvent décisif.
À la mort d'Antoine de Vergy, archevêque de Besançon en 1541, il ambitionne de lui succéder. Mais Antoine de Vergy, a préparé sa succession au profit du cardinal Pierre de La Baume. Lorsque ce dernier décède en 1544, il a fait nommer à sa place, son neveu Claude de la Baume, alors âgé de 8 ans. Le chapitre désigne néanmoins François Bonvalot, mais devant les pressions du clan de la Baume, formé de Guillemette d'Igny, la mère de Claude, et de son cousin Louis de Rye, l'empereur pousse à un compromis. François Bonvalot sera administrateur de l'archevêché, avec le tiers des revenus, jusqu'à la majorité de Claude de la Baume.
En 1542, il devient également abbé commendataire de Luxeuil, un titre à la fois prestigieux et source de revenus importants.

### Carrière diplomatique
En 1530, il est envoyé comme second ambassadeur en France, sous la direction de Philippe de Lalaing, pour vérifier l'application du Traité de Cambrai. Puis le 30 septembre 1538, il part pour la France pour servir d'ambassadeur de l'empereur auprès de François Ier. Ce poste induit une importante correspondance avec l'empereur, dont il est par ailleurs conseiller et maître des requêtes du Conseil privé.

### Vie personnelle

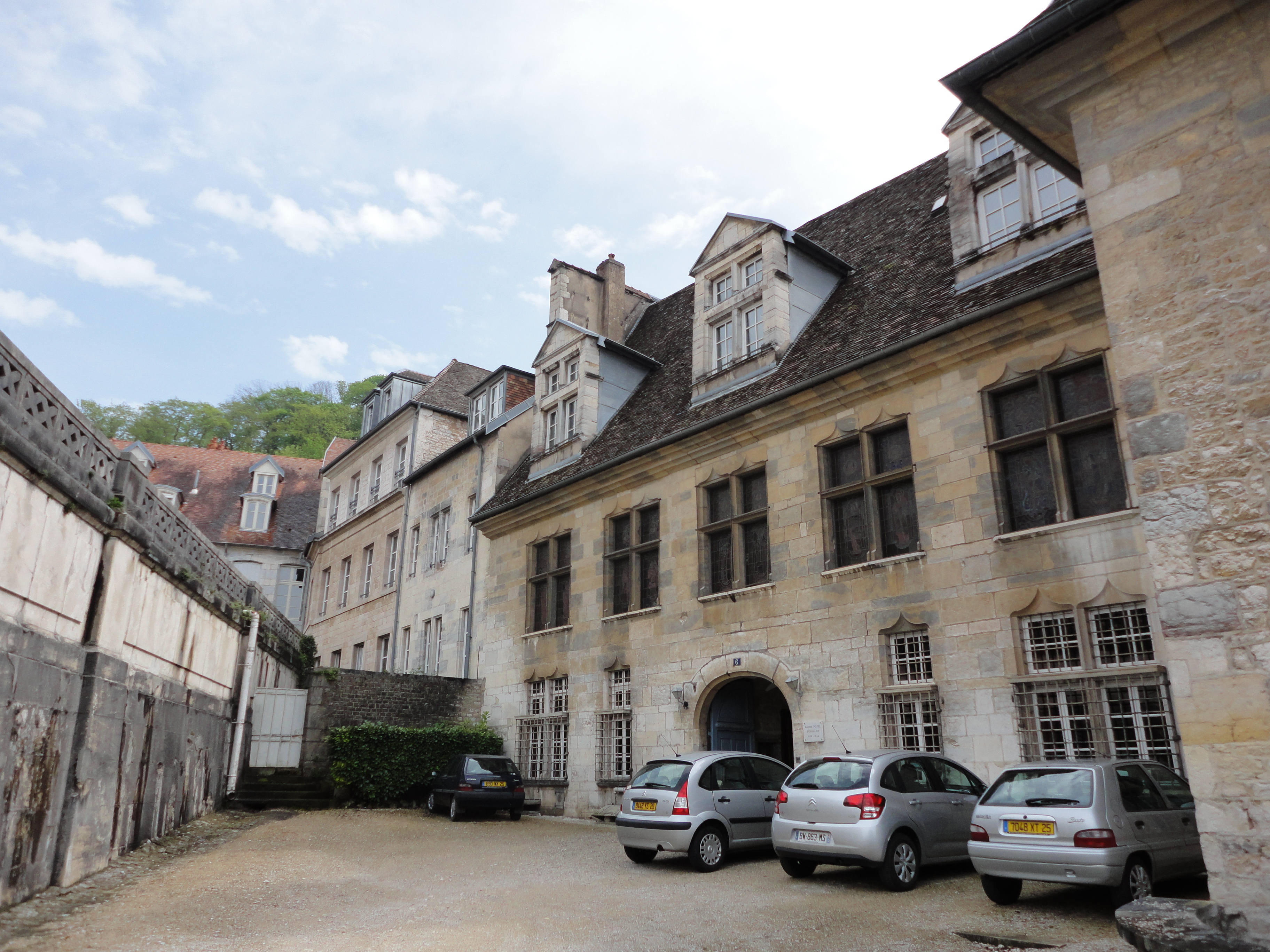
Hotel Bonvalot à Besançon

François Bonvalot était très riche, ses revenus étaient importants. Comme l'ensemble du clan Bonvalot-Granvelle, il savait être intransigeant voire très dur en affaire. Il avait également la tentation du pouvoir, et pour cela savait approcher et rendre des services aux plus grands. 
Comme son beau-frère Granvelle, il voulut exposer sa fortune en faisant construire des palais. De 1538 à 1544, il fit construire à Besançon un palais hôtel particulier renaissance (Hôtel Bonvalot, 4 rue du Palais). En 1550, il entreprit la construction du palais abbatial de  Luxeuil.
Il fut du parti catholique, et lutta fortement contre le protestantisme, en particulier à Besançon, pendant la période où il fut administrateur de l'archevêché.
Il eut, d'une femme nommée Perrenette Durand, deux fils:
- Charles, prêtre
- Thomas, qui obtint de l'empereur Rodolphe II le droit de relever le nom des Bonvalot

Il décède le 14 décembre 1560.